# Pampers
Pampers je robna marka jednokratnih pelena i drugih proizvoda za njegu djeteta u vlasništvu Procter & Gamblea.

## Povijest
Osnivač Pampersa jest Victor Mills, američki kemičar tvrtke P&G koji je svoje prve prototipe pelena testirao na vlastitim unucima; godine 1961. na američkom se tržištu pojavljuju nove jednokratne pelene pod nazivom Pampers, a poslije i na ostalim tržištima.
Ime "Pampers" skovao je Alfred Goldman, kreativni direktor u Benton & Bowlesu, reklamne agencije P&G-a.
Prve jednokratne pelene bile su glomazne i teške, napravljene od svile i poliestera, no 1966. dobivaju novi dizajn i postaju lakše.

## Kontroverze
Novija verzija jednokratnih pelena za djecu Pampers prema tvrdnjama raznih roditelja i novina u SAD-u uzrokovala je iritacije na kožama djece. Djeca koje su nosile pelene navodno su dobile razne osipe, a prijavljene su i pojave vodenih čireva koji nalikuju opeklinama od kemikalija.
U ožujku 2010. Procter & Gamble predstavio je nove modele svojih pelena pod imenom Swaddlers i Cruisers u SAD-u. Te su pelene 20 % tanje i služe se formulom Dry Max. Grupe roditelja upravo tu formulu krive za nastale probleme.
Procter & Gamble poriče da Dry Max uzrokuje opekline na koži nalik onima od kemikalija. Inspektori američke vlade nisu niti demantirali niti potvrdili optužbe roditelja. Izvještaj o istrazi nije objavljen u javnosti i pelene su se nastavile prodavati u SAD-u. Razne su tužbe pokrenute protiv tvrtke P&G jer je trebala obavijestiti potrošače o mogućim osipima vezanim uz nove pelene koje je izdao Pampers.